# ليو بيمنتا
ليو بيمنتا(ولد في 18 نوفمبر 1982 ) لاعب كرة قدم برازيلي و يلعب في الوسط.

## روابط خارجية
ليو بيمنتا على موقع قاعدة بيانات كرة القدم.إي يو (الإنجليزية)
- ليو بيمنتا على موقع Soccerway.com (الإنجليزية)